# Lindsay (Teksas)
Lindsay je naseljeno mjesto za statističke potrebe u američkoj saveznoj državi Teksas. Prema popisu stanovništva iz 2010. u njemu je živjelo 271 stanovnika.